# Rainbow Trail
Pour les articles homonymes, voir Rainbow.
Le Rainbow Trail est un sentier de randonnée américain situé dans le comté d'El Dorado, en Californie. Protégée au sein de la Lake Tahoe Basin Management Unit, cette boucle de 0,5 mille permet d'approcher la Taylor Creek.